# Copadichromis mbenjii
Copadichromis mbenjii är en fiskart som beskrevs av Konings, 1990. Copadichromis mbenjii ingår i släktet Copadichromis och familjen Cichlidae. IUCN kategoriserar arten globalt som sårbar. Inga underarter finns listade i Catalogue of Life.